# 硒酸铈(III)
硒酸铈(III)是一种无机化合物，化学式为Ce2(SeO4)3。它可由硒酸和碳酸铈反应得到，蒸发溶剂析出晶体。将硒酸铈和硒酸铯在水溶液中混合，蒸发结晶，可得到复盐CsCe(SeO4)2·4H2O。